# Calosoma scrutator
Calosoma scrutator es una especie de escarabajo del género Calosoma, familia Carabidae. Fue descrita científicamente por Fabricius en 1775.
Esta especie se encuentra en los Estados Unidos, Canadá y México.
Este escarabajo puede medir hasta 35 milímetros (1,4 pulgadas) de largo. La distribución de esta especie está relativamente extendida, pero no obstante es poco común en América del Norte. Se sabe que el escarabajo adulto excreta un aceite maloliente cuando se manipula. Se ha descrito que el aceite tiene un olor similar a la leche podrida o al aceite de oliva rancio.